# Graycassis
Graycassis is een geslacht van spinnen uit de  familie van de Lamponidae.

## Soorten
- Graycassis barrington Platnick, 2000
- Graycassis boss Platnick, 2000
- Graycassis bruxner Platnick, 2000
- Graycassis bulga Platnick, 2000
- Graycassis chichester Platnick, 2000
- Graycassis dorrigo Platnick, 2000
- Graycassis enfield Platnick, 2000
- Graycassis marengo Platnick, 2000
- Graycassis scrub Platnick, 2000
- Graycassis styx Platnick, 2000